# Sandra G
Sandra G (Barcelona, 16 de noviembre de 1978) es una actriz porno, estríper y bailarina erótica española.
Se dio a conocer en el programa Crónicas marcianas que se emitía en Telecinco, actuando en los últimos años de este late-night show. Ha trabajado en varias películas pornográficas, sesiones de fotos y espectáculos eróticos como el Expoerotikus 2009, el FICEB o el Festival Erótico de Madrid.
Alcanzó cierta fama al anunciar en su web que iba a reconstruirse el himen y subastar su "segunda virginidad" al mejor postor.
Se anuncia su participación en una de las etapas del Erotic Peruvian Tour 2012 junto a la pornstar rusa Sofia Prada del 25 de octubre al 5 de noviembre.